# Falken (superhelt)
 For alternative betydninger, se Falken. (Se også artikler, som begynder med Falken)
Falken ("The Falcon"), hvis rigtige navn er Sam "Snap" Wilson, er en fiktiv superhelt i Marvel Comics' univers, som medvirkede første gang i Kaptajn Amerika Vol. 1, #117 (Sept. 1969). Falken er skabt af forfatter-redaktør Stan Lee og tegneren Gene Colan, og arbejdede i serien meget sammen med Kaptajn Amerika, for senere at blive medlem af holdet Avengers .
Falken er Marvels første afroamerikanske superhelt. Marvel Comics' første sorte superhelt, Black Panther er fra Afrika.